# Hjalmar Gabriel von Bonsdorff
Hjalmar Gabriel von Bonsdorff, född 12 juli 1858 i Helsingfors och död där 5 mars 1932, var en finländsk friherre och kirurg, sonson till Johan Gabriel von Bonsdorff.
Hjalmar von Bonsdorff blev 1886 medicine licentiat, och 1889 medicine och kirurgie doktor. 1891 utnämndes han till docent i kirurgi vid Helsingfors universitet och han var 1902–18 extraordinarie professor och 1897–1918 föreståndare för Diakonissjukhuset i Helsingfors kirurgiska avdelning. Han var överläkare vid samma sjukhus 1908–1918. von Bonsdorff har utgett en mängd medicinska arbeten, vilka alla finns upptagna i Finlands läkare (1927).